# Calcio di punizione
Il calcio di punizione è, nel calcio, la modalità di ripresa del gioco utilizzata dopo che è stato commesso un fallo con il pallone in gioco.

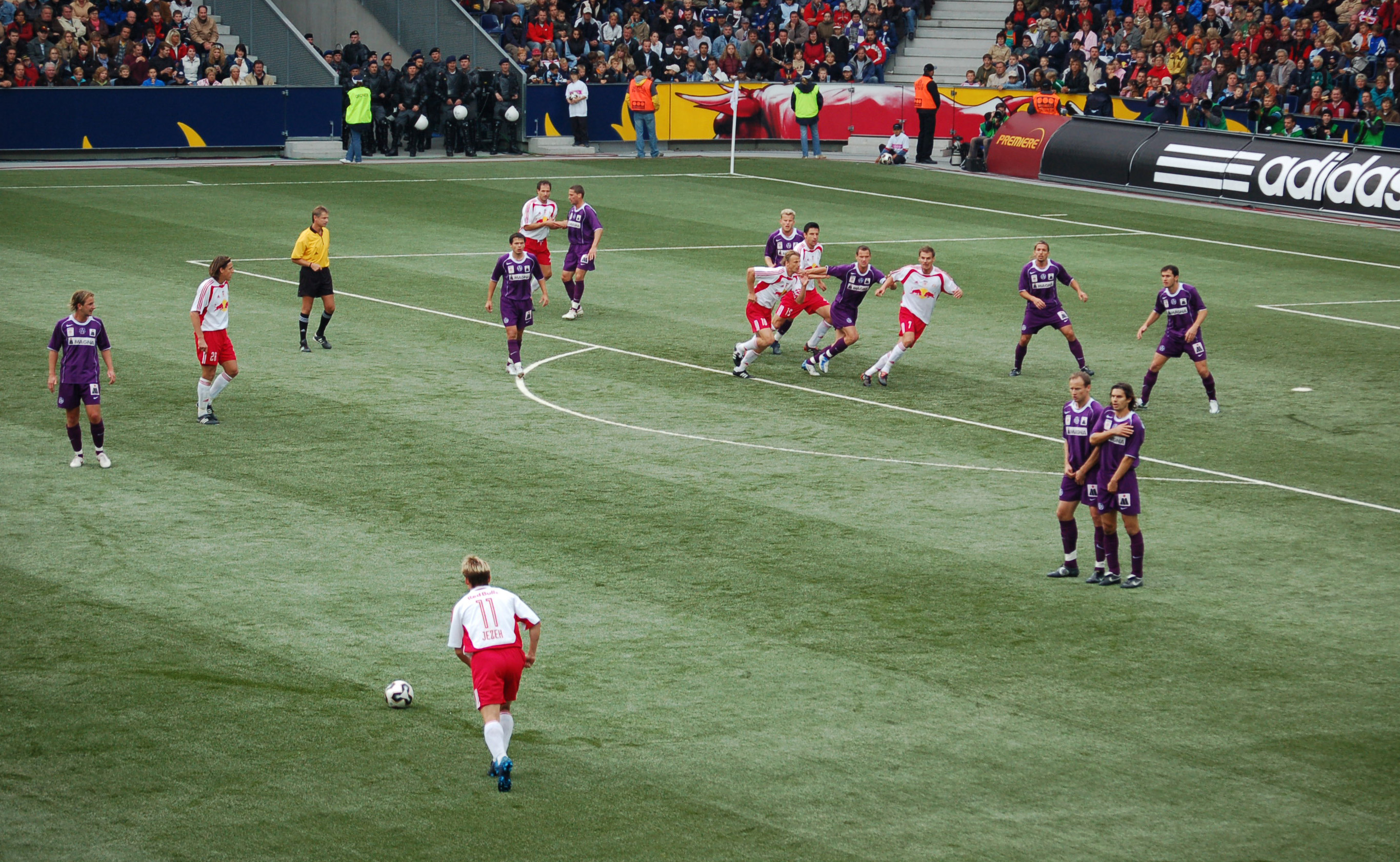
La squadra in attacco, vestita di bianco e rosso, si prepara a eseguire un calcio di punizione.

## Regolamento

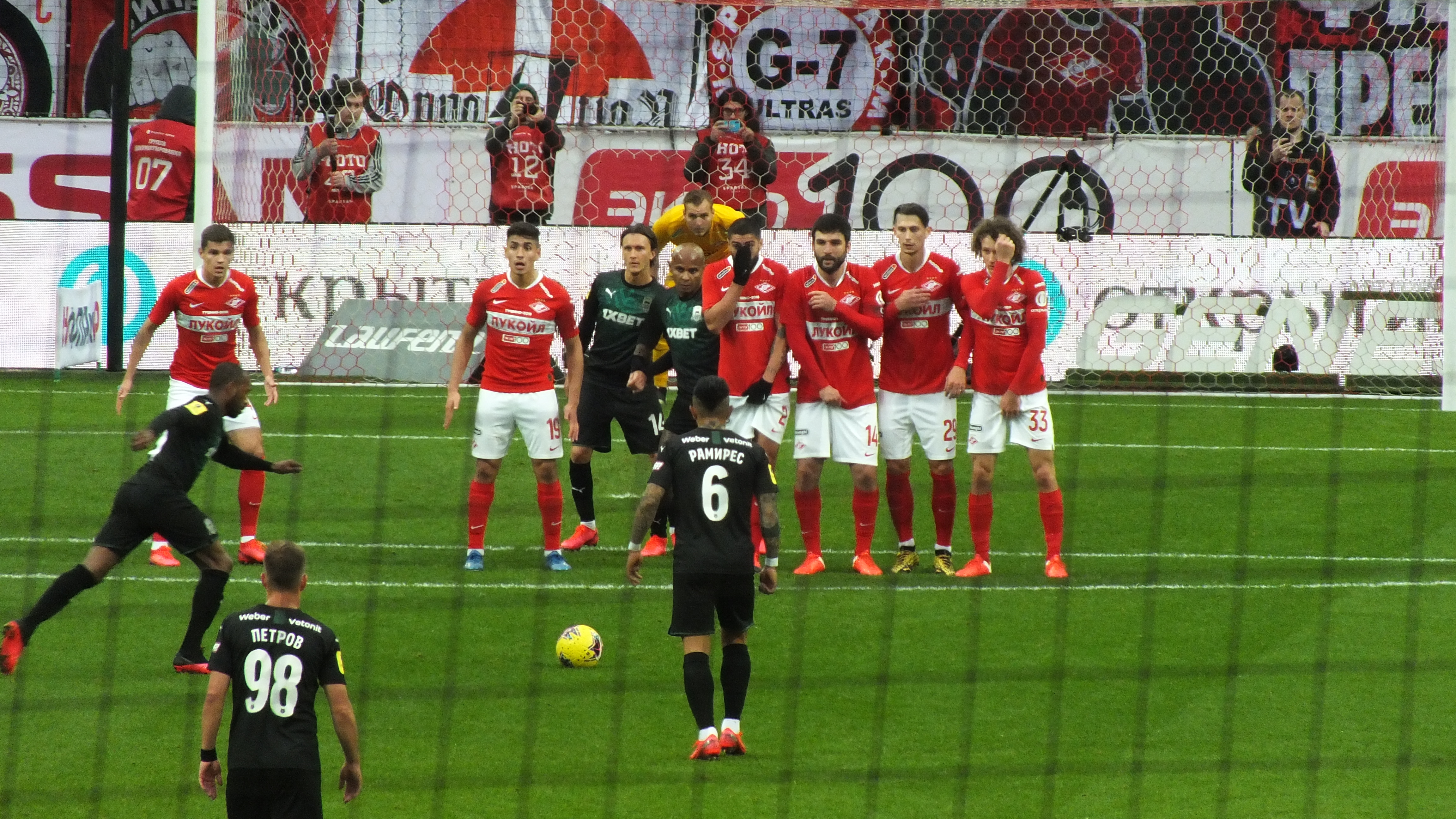
La «barriera», formata da uno o più elementi, per contrastare un calcio di punizione.

A disciplinare il calcio di punizione è il punto 13 del regolamento. Il pallone è posto nel punto in cui si è verificata l'infrazione, oppure — per scorrettezze riguardanti l'entrata o l'uscita non autorizzata dal terreno di gioco — nella zona in cui questo si trovava al momento dell'interruzione. I calciatori avversari devono mantenere una distanza minima di 9,15 metri dalla sfera finché questa non è nuovamente in gioco, ovvero fino a quando non è toccata dalla formazione che beneficia del calcio piazzato.
Se il calcio di punizione è accordato all'interno della propria area di porta, può venire battuto da un qualsiasi punto del rettangolo. Una punizione accordata nell'area di porta avversaria va invece battuta sulla linea della stessa — parallelamente alla linea di porta — nel punto più prossimo a quello in cui il pallone andrebbe effettivamente posizionato. Non è possibile realizzare un autogol per la squadra che beneficia del calcio piazzato, circostanza che comporterebbe la ripresa del gioco tramite un calcio d'angolo in favore degli avversari.
Alla formazione che subisce il calcio di punizione è consentito formare una barriera, composta da un numero discrezionale di uomini che devono attenersi alla distanza minima dal pallone. Alla squadra che beneficia del calcio piazzato non è invece permesso posizionare i propri giocatori in maniera tale da ostruire la visuale avversaria.

### Calcio di punizione diretto
È accordato quando in campo un calciatore titolare commette uno dei dieci falli individuati dal punto 12. Su calcio di punizione diretto, è possibile segnare un gol contro la squadra avversaria.
Se il fallo viene commesso nella propria area di rigore, viene assegnato un calcio di rigore.

### Calcio di punizione indiretto
È assegnato quando, con il pallone in gioco, viene commesso uno degli altri otto falli indicati al punto 12. Viene altresì concesso per l'infrazione del fuorigioco, per scorrettezze compiute prima dell'esecuzione di un rigore (ad esempio se un calciatore compagno di squadra del tiratore entra in area prima che il pallone venga calciato) e per il secondo tocco da parte di uno stesso giocatore (non con le mani) dopo aver eseguito correttamente una ripresa di gioco.
Per segnalare un calcio di punizione indiretto, l'arbitro solleva un braccio e lo mantiene in tale posizione fin quando la sfera non è toccata in maniera regolare da due calciatori. Non è consentito realizzare un gol su punizione indiretta, circostanza che comporterebbe la ripresa del gioco tramite un rinvio a favore degli avversari. A differenza del calcio di punizione diretto, questo può venire assegnato nell'area di rigore avversaria senza che l'infrazione comporti un rigore.
A causa della regolamentazione che lo disciplina, il calcio di punizione indiretto è anche definito di seconda oppure a due.

## Infrazioni e sanzioni
All'esecutore del calcio di punizione indiretto è vietato giocare il pallone una seconda volta senza che vi sia stato un tocco da parte di un altro calciatore. L'infrazione a tale principio comporta una punizione indiretta per gli avversari; se il secondo — e quindi irregolare — contatto con la sfera avviene tramite le mani, è invece concessa una punizione diretta all'altra squadra (oppure un calcio di rigore se il fatto si verifica in area). Altri tipi di irregolarità causano la ripetizione del calcio piazzato.